# Burlington County Prison
Das Burlington County Prison (heute: Burlington County Prison Museum) ist ein historisches, ehemaliges Gefängnisgebäude im Mount Holly Township, im Burlington County im US-Bundesstaat New Jersey. Es befindet sich an der High Street Nummer 150 im ebenfalls historischen Mount Holly Historic District.

## Geschichte

### Frühe Pläne
Das 1677 gegründete Burlington (damals Burlington City genannt) war die erste Siedlung im heutigen Burlington County und bis 1796 Hauptstadt und County Seat der damaligen Provinz West Jersey. Die erste Gefängniszelle dieser Region befand sich im Kellergeschoss des damaligen Gerichtsgebäudes. Von 1767 bis zur Fertigstellung des  Burlington County Prison wurde ein separates Steingebäude genutzt.
Der Bau des Gefängnisses begann 1810, und die ersten Insassen wurden 1811 aufgenommen. Das Bauwerk wurde von Benjamin Latrobe entworfen. Dieser war ein Protegé des Architekten Robert Mills, der kurz davor den allerdings unrealisiert gebliebenen Entwurf eines Gefängnisses in South Carolina ausgearbeitet hatte. Der Entwurf berücksichtigte die neuesten Entwicklungen beim Bau von Gefängnissen, die sich aus den Ansätzen zur Reform der berüchtigten, schlecht ausgestatteten britischen Gefängnisse ergaben.
Mit der Verwendung schwerer Steinmauern wurde zugleich der Versuch unternommen, das Gefängnis feuerfest zu machen. Das Bezirksgefängnis war bis zu seiner Schließung im November 1965 das bis dahin älteste ununterbrochen genutzte Gefängnis der Vereinigten Staaten.

### Der Bau
Der Kaufpreis des Geländes betrug im Jahre 1807 2.000 US-Dollar, die Gesamt-Baukosten für das neue Burlington County Prison belief sich am Ende auf 24.201,13 US-Dollar, etwa das Zweieinhalbfache des Kostenvoranschlags von 9.700 USD.
Das Gefängnis, das für etwa 40 Häftlinge ausgelegt war, fasste zeitweise über 100 Insassen, die auch in dem umgebauten Zeughaus, das sich hinter dem ursprünglichen Gefängnisgebäude befand, untergebracht wurden.

## Gefängnisleben

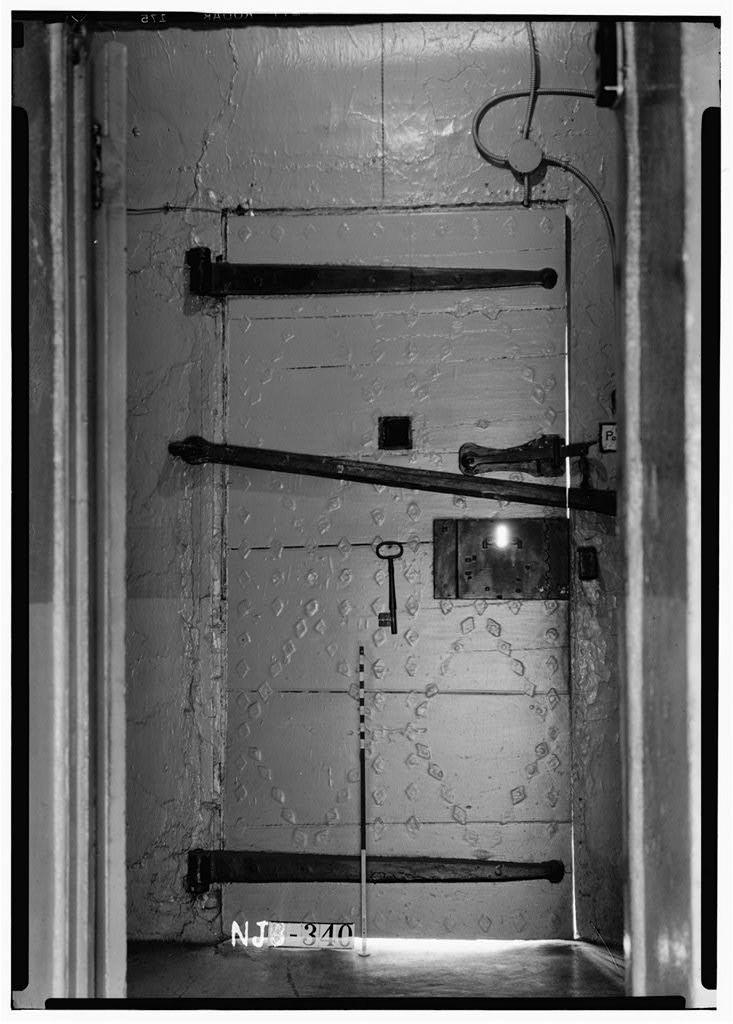
Innenansicht der massiven Eingangstür (1937)

### Gestaltung und Regeln
Bei der Gestaltung des Gefängnisses war geplant, dass jeder Insasse in seiner Zelle seine eigene Feuerstelle sowie ein schmales, unverglastes Fenster in Augenhöhe haben sollte.  Neuankömmlinge wurden gebadet und entlaust und deren Zivilkleidung desinfiziert. Weiterhin sollte sich in jeder Zelle eine Bibel oder ein Gebetbuch befinden, damit der Häftling die Möglichkeit habe, „seine Seele zu verbessern“. Einzelne abgesonderte, für Schwerverbrecher bestimmt Zellen wurden in Vierergruppen in den beiden Endflügeln des Gebäudes eingerichtet. Die restlichen Zellen wurden überwiegend von Ersttätern, Gewohnheitsverbrechern oder Frauen belegt.
Die größeren Zellen auf den Hauptfluren sollten Schuldner unterbringen, die ihre Schulden beim Gläubiger nicht beglichen. Obwohl diese Zellen für maximal vier Häftlinge ausgelegt waren, belegen historische Aufzeichnungen, dass diese Zellen zeitweise mit bis zu 30 Häftlingen maßlos überfüllt waren. Die Schuldnerhäftlinge durften sich tagsüber im Komplex frei bewegen und sich an diversen Routinearbeiten, wie z. B. Putzkolonnen, beteiligen.
Die massive Eingangstür nebst ihrer großen Scharniere und dem Schloss, die alle noch von 1819 datieren, ist weiterhin im Originalzustand. Die inneren, aus Gussmörtel gefertigten, gewölbten Decken sind ebenfalls bis heute zum größten Teil in der ursprünglichen Form erhalten. Der innere Anstrich ist so gehalten, dass er dem früheren Kalkanstrich ähnelt. Ebenso sind die Zellentüren, die teilweise auf der Stelle gefertigt wurden, in originärem Zustand.
Im Untergeschoss befand sich eine Werkstatt, in der Häftlinge ursprünglich verschiedene Handwerke erlernen sollten. Hier wurden Besen, Körbe oder auch Dachschindeln hergestellt. Weil die meisten Häftlinge nur zu kurzen Haftstrafen verurteilt waren, wurde das Konzept der Ausbildung aufgegeben, die Werkstatt aufgegeben und weitere Niedrigsicherheitszellen eingerichtet.

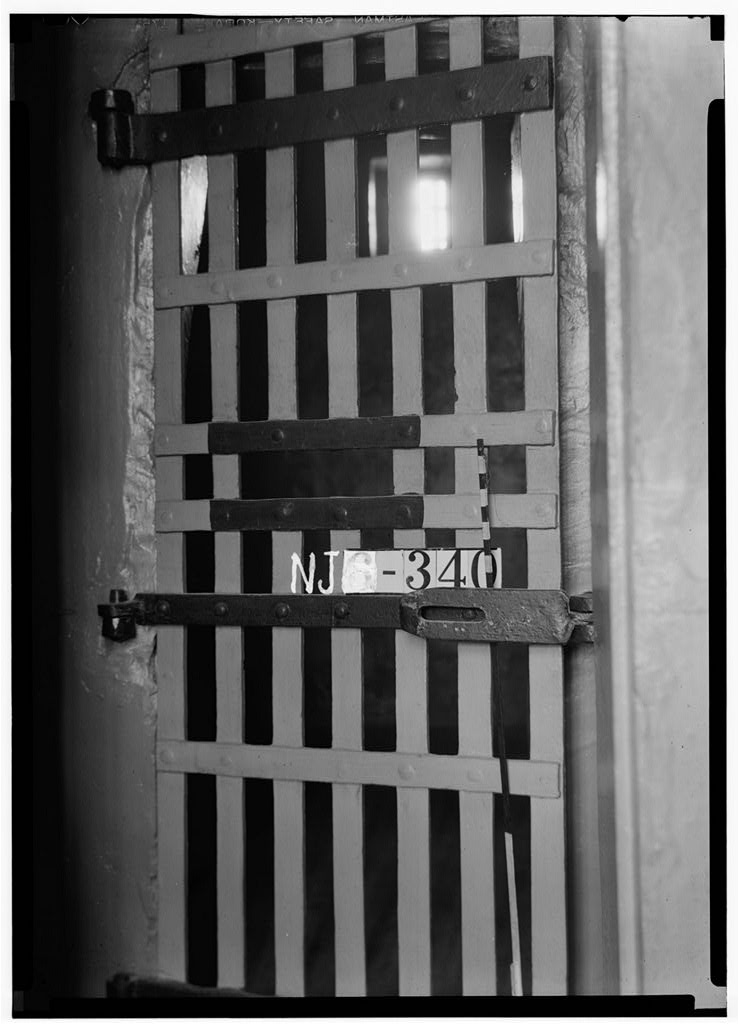
Die Tür der Hochsicherheitszelle von außen (1937)

### Die Hochsicherheitszelle
Die Hochsicherheitszelle, auch “Dungeon” („Verlies“) genannt, befand sich im Zentrum des Obergeschosses. Das Anlegen dieser Zelle an jener zentralen Stelle war sorgfältig geplant, um die Fluchtmöglichkeiten (z. B. Tunnelgraben) zu verhindern und die Kommunikation mit anderen Häftlingen zu reduzieren. Sie unterstand ständiger Überwachung durch die Gefängniswärter, deren Kontrollgänge unweigerlich hier vorbeiführten. Auch war diese Zelle die einzige, die keine Feuerstelle besaß. Die Zelle ist umgeben von Wärternischen und besitzt ein sehr kleines, hoch angebrachtes Fensterloch. In der Zellenmitte befindet sich am Boden ein befestigter Eisenring, an dem der Häftling angekettet wurde. Manche Häftlinge glaubten, dass diese Zelle verflucht sei. Angeblich soll der Geist des Mörders Joel Clough, der die letzte Nacht vor seiner Hinrichtung in dieser Zelle verbrachte, in den Folgejahren seiner letzten „irdischen Residenz“ und der Wachsamkeit der Wärter Anerkennung gezollt haben.

### Der Gefängnisleiter
Der Gefängnisleiter wohnte mit seiner Familie in einer Zweizimmerwohnung im ersten Stock der Anstalt.  Er war hauptsächlich dafür zuständig, die Ausführung der Gefängnisregeln zu überwachen, welche durch eine aus unabhängigen Hausbesitzern bestehende Gefängnis-Kommission aufgestellt wurden; von seiner Frau wurde erwartet, dass sie die Aufsicht über die weiblichen Häftlinge führt.
Der Leiter und seine Familie zogen 1888 in ein angrenzendes, neu gebautes Ziegelhaus um, das mittels Durchgang mit dem Gefängniskomplex verbunden war.

### Mahlzeiten & Zeitvertreib
Ein anderer Zeitvertreib der Insassen waren die – teilweise bis heute erhaltenen – Häftlingsgraffiti. Fotos dieser Zeichnungen, die Humor, Verzweiflung und eine verspätete Frömmigkeit beschreiben, sind heute überall im Gefängnisgebäude angebracht. Der Gefängnisspeiseraum, der sich ebenfalls im Untergeschoss befand, grenzte an einen kleinen Hof mit einer 6 Meter hohen Mauer, wo die Insassen sich unter Aufsicht dem Ausgleichssport widmen durften. In einer Ecke des Hofs war ein Bereich für den Galgen reserviert, wo Mörder hingerichtet wurden. Dieser Bereich war normalerweise mit Vorhängen abgeschirmt.
Außerhalb der Gefängnismauern war es Häftlingen gestattet Kleingärten zu pflegen, um so die Möglichkeit zu bieten, auf frisches Obst und Gemüse zurückzugreifen. Nahrungsmittel, Wäsche, Reinigungsbedarf und Handwerksmaterial wurden im Untergeschoss in direkter Reichweite zu Küche und zur Waschküche gelagert. Einmal am Tag bekam jeder Insasse eine Hauptmahlzeit gereicht, die aus Fleisch und Gemüse bestand. Die beiden anderen Mahlzeiten waren meist aus gekochtem Getreide oder Hafer zubereitet. Getränke waren hauptsächlich Milch, Wasser und Apfelsaft. Verantwortlich in der Küche war immer ein Häftling, der die Mahlzeiten für die Mitinsassen zubereitete. Der Koch hatte im Untergeschoss eine eigene Zelle, die sich direkt neben der Küche befand. Zur Wäschereinigung gab es mehrere größere Wannen, die den Insassen auch zur Körperhygiene – in Form von Baden – dienten.

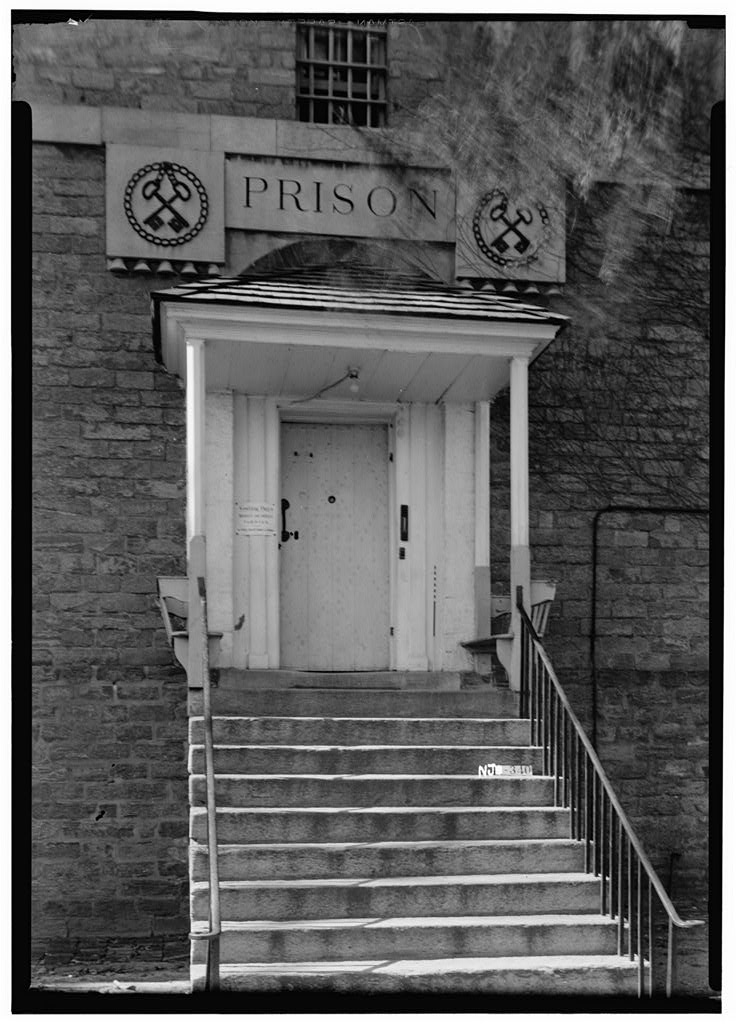
Die Haupteingangspforte des Gefängnisses von außerhalb (1937)

### Ausbrüche
Im Laufe der Zeit wurde mehrmals die Hofmauer überklettert, einige Fluchten gelangen durch das Dach. Bei einem Ausbruch im Jahr 1875 bohrten vier Häftlinge ein Loch in die Decke einer Zelle im Obergeschoss, durch das sie auf das Dach gelangten. Anschließend hangelten sie sich an der Vordermauer auf einen Holzstapel herab, der neben dem Gefängnishoftor lag. Ein fünfter Insasse wurde zurückgelassen, weil er nicht durch das Loch in der Decke passte.

### Hinrichtungen
Laut damaligen Gesetzen mussten zum Tode verurteilte Mörder in dem County hingerichtet werden, in dem die Tat geschah. Im Burlington County war die Doppelhinrichtung von Rufus Johnson und George Small die letzte dieser Art. Die beiden Männer wurden wegen Mordes an Florence Allinson aus Moorestown, einem im Vereinigten Königreich geborenen Kinderfräulein, das in einem Waisenheim arbeitete, zum Tode verurteilt. Der Mordfall, der sich am 18. Januar 1906 ereignete, wurde innerhalb von nur ein paar Tagen vom Polizeidetective Ellis H. Parker aufgeklärt. Die Zeitspanne zwischen Verbrechen und Hinrichtung betrug lediglich zwei Monate. Johnson und Small wurden am 24. März 1906 durch den Galgen hingerichtet.

## NRHP & NHL
Das Burlington County Gefängnis wurde am 24. Juni 1986 vom National Register of Historic Places mit der Nummer 86003558 als historisches Denkmal aufgenommen. Es wurde ebenfalls im National Historic Landmark eingetragen.
Heute ist das ehemalige Gefängnis zum Museum umfunktioniert worden.